# Paronychodon
Paronychodon és un gènere de dinosaure teròpode. Va viure durant el Cretaci superior en el que avui en dia és Montana.
L'espècie tipus, descoberta per Edward Drinker Cope l'any 1876, és Paronychodon lacustris. Es considera dubtosa degut a la naturalesa fragmentària de les seves restes fòssils.